# Pax Romana

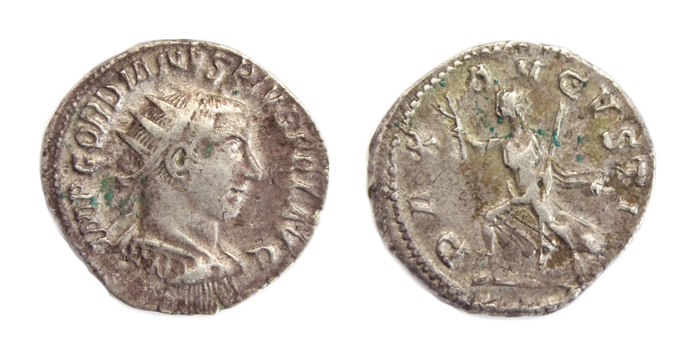
AR Antoninianus van Gordianus III, geslagen Antiochië 243-244 nChr. Op de keerzijde wordt 'Pax Augusta' afgebeeld.

Pax Romana, ook wel bekend als Pax Augusta, betekent 'Romeinse Vrede'. Dit begrip verwijst naar een maatschappelijke ordening in het Romeinse Rijk gekenmerkt door een langdurige politieke stabiliteit gedurende ongeveer twee eeuwen, vanaf het begin van de jaartelling, in de landen rond de Middellandse Zee.

## Tijdsperiode en werkwijze
Als men spreekt over de Pax Romana, heeft men het meestal over de periode vanaf keizer Augustus (27 v.Chr.) tot en met de dood van keizer Marcus Aurelius in 180 na Chr. Deze beide data markeren een periode van tweehonderd jaar waarin er een relatieve vrede over het Romeinse Rijk heerste. Een rust die weliswaar streng werd bewaakt door een superieur staand leger van meer dan dertig legioenen dat mobiel was en vrij vlug ingezet kon worden. Het geheel werd ondersteund door een goed georganiseerd bestuurssysteem, een verzorgde administratie en een eenvormig werkend gerechtelijk apparaat, uitstekende logistiek, verzorgde infrastructuur en een pragmatische politiek.
Augustus maakte het nieuwe tijdperk van vrede onderdeel van de keizerscultus en liet het uitdragen in zijn propaganda. Dat klinkt door in de missie die de dichter Vergilius in de mond van Anchises legt (Aeneïs 6:854-859, vert. Anton van Wilderode):
Maar gij, Romein, bedenk dat gij de volken onder uw hoge heerschappij moet dwingen want dat zal uw genie zijn: aan de vrede een vaste wet opleggen, wie overwonnen zich op genade overgaven sparen en helemaal te neer slaan die u tarten.
Het Romeins recht dat toen gold, kenmerkte zich door het uniform toepasbaar zijn van de wetten en een gelijke uitvoering door het gehele rijk. Dit systeem werd zorgvuldig bewaakt. In de eerste eeuwen waren daar zelfs bepaalde gezagsdragers voor, de tribuun als tegenhanger van de consul. Later werden deze gescheiden functies samengevoegd in één persoon en verwaterde deze basis van de Pax Romana.
Bijna tolerant te noemen is de handige manier waarop de Romeinen met cultuur en godsdienst omgingen en dit heeft zeker tot de algehele rust bijgedragen. De Romeinen namen "nieuwe" goden van ingelijfde volken makkelijk op in hun pantheon en zolang men de keizer (Rome) maar erkende, en vooral de bijbehorende plichten vervulde, kon men verder met de eigen cultuur, godsdienst en zaken.
De Romeinen beheersten hun enorme rijk door een "verdeel-en-heers"-politiek. Sommige burgers die loyaal meewerkten kregen het fel begeerde Romeins burgerrecht. Tegenstand werd bruut gestraft, vaak met een overtrokken reactie onder de vorm van vreselijke strafexpedities. De plaatselijke gouverneurs werden hier steeds vrijer in, naarmate de Republiek taande en de macht van de Senaat afnam. De keizer was meer afhankelijk van deze zetbazen en daarmee werd plaatselijke willekeur in de hand gewerkt. De belangrijkste tegenkracht kwam van binnenuit voort door het opkomende christendom, dat de ziekteverwekkers van het systeem blootlegde en aanvocht en daarbij een moreel alternatief en een eschatologisch perspectief bood. De Romeinse dictatuur heeft eeuwenlang ook een soort zekerheid en rust gebracht en de handel en wetenschap bevorderd.

## Misbruik van het begrip
Het begrip Pax Romana is in latere tijden vaak gebruikt, en meestal misbruikt, in allerlei 'analogieën'. Zo zijn diverse machthebbers met de Romeinse ideeën aan de haal gegaan om hun onderdrukkingssystemen een soort van legitimiteit te geven. Ze tooiden zich graag met allerlei Romeins aandoende symboliek. Bijvoorbeeld de Duitse nazi's en de Italiaanse fascisten gebruikten veel Romeinse symbolen in hun uiterlijke aankleding en publieke optredens.

## Analoge varianten
Naar analogie met de Pax Romana formuleerden geschiedkundigen varianten van dit begrip als men een maatschappelijke ordening wilde omschrijven waarin een relatief langdurige vrede heerst, meestal onder de hegemonie van één grootmacht of een leidende gedachte. Men spreekt dan over: Pax Americana, Pax Assyriaca, Pax Britannica, Pax Europeana, Pax Germanica, Pax Hispanica, Pax Minoica, Pax Mongolica, Pax Ottomana, Pax Sinica, Pax Syriana, Pax Neerlandica en Pax Belgica.

## Voetnoten
1. ↑  Robert Nouwen, Van Pax Romana tot Pax Christiana. Twee visies op vrede in de antieke wereld in: Vlaanderen, 2008, p. 107